# 环片飞虱属
环片飞虱属（学名：Calisuspensus）为稻虱科的一个属。

## 下属物种
本属包括以下物种：
- 二齿环片飞虱 Calisuspensus bidentatus Ding, 2006